# Qualificazioni al campionato europeo di football americano Under-19 2017
Questa voce raccoglie un approfondimento sui risultati degli incontri e sulle classifiche per l'accesso alla fase finale del Campionato europeo di football americano Under-19 2017 (IFAF Paris).

## Squadre partecipanti
Hanno partecipato alle partite di qualificazione 6 squadre:
| Pr. | Squadra     | Data di iscrizione | Partecipante in quanto | Ultima partecipazione ad un campionato europeo |
| --- | ----------- | ------------------ | ---------------------- | ---------------------------------------------- |
| 1   | Italia      |                    |                        |                                                |
| 2   | Serbia      |                    |                        |                                                |
| 3   | Spagna      |                    |                        |                                                |
| 4   | Svizzera    |                    |                        |                                                |
| 5   | Paesi Bassi |                    |                        |                                                |
| 6   | Germania    |                    |                        |                                                |

Avrebbero dovuto partecipare anche Russia e Ungheria, ma in seguito all'organizzazione di un torneo rivale si sono ritirate.

## Tornei di qualificazione

### Gruppi
| Torneo 1    | Torneo 2    |
| ----------- | ----------- |
| Italia      | Germania    |
| Serbia      | Spagna      |
| ( Russia)   | Paesi Bassi |
| ( Ungheria) | Svizzera    |

### Tabelloni
|  | Finale |        |   |  |
|  |        |        |   |  |
|  | Serbia | Serbia | 6 |  |
|  | Italia | Italia | 7 |  |

|  | Semifinali  | Semifinali  | Semifinali |        |          | Finale          | Finale          | Finale          |  |
|  |             |             |            |        |          |                 |                 |                 |  |
|  | Germania    | Germania    | 51         |        |          |                 |                 |                 |  |
|  | Germania    | Germania    | 51         |        |          |                 |                 |                 |  |
|  | Svizzera    | Svizzera    | 0          |        |          |                 |                 |                 |  |
|  | Svizzera    | Svizzera    | 0          |        | Germania | Germania        | 43              |                 |  |
|  |             |             |            |        | Germania | Germania        | 43              |                 |  |
|  |             |             | Spagna     | Spagna | 0        |                 |                 |                 |  |
|  | Paesi Bassi | Paesi Bassi | Spagna     | Spagna | 0        | 6               |                 |                 |  |
|  | Paesi Bassi | Paesi Bassi |            |        |          | 6               |                 |                 |  |
|  | Spagna      | Spagna      | 14         |        |          | Finale 3º posto | Finale 3º posto | Finale 3º posto |  |
|  | Spagna      | Spagna      | 14         |        |          |                 |                 |                 |  |
|  |             |             |            |        |          |                 |                 |                 |  |
|  |             |             |            |        |          | Svizzera        | Svizzera        | 20              |  |
|  |             |             |            |        |          | Svizzera        | Svizzera        | 20              |  |
|  |             |             |            |        |          | Paesi Bassi     | Paesi Bassi     | 21              |  |

### Risultati

#### Torneo di Belgrado
In seguito al ritiro di Russia e Ungheria il torneo di qualificazione di Belgrado si è ridotto a un incontro secco tra Serbia e Italia.
| Belgrado 6 maggio 2017 | Serbia | 6 – 7 (0-0 0-0 6-7 0-0) | Italia |  |

#### Torneo di Almere

##### Semifinali
| Almere 2 giugno 2017 | Germania | 51 – 0 | Svizzera |  |

| Almere 2 giugno 2017 | Paesi Bassi | 6 – 14 | Spagna |  |

##### Finali

###### Finale 3º - 4º posto
| Almere 4 giugno 2017 | Svizzera | 20 – 21 | Paesi Bassi |  |

###### Finale
| Almere 4 giugno 2017 | Germania | 43 – 0 | Spagna |  |

### Verdetti
- Italia e Germania ammesse al Campionato europeo di football americano Under-19 2017 (IFAF Paris).